# Oś czasu (internet)
Oś czasu – spersonalizowany kanał informacji w serwisach społecznościowych.

## Działanie
W zależności od liczby obserwowanych użytkowników danego serwisu społecznościowego oś czasu zawiera dziennie od kilku do kilkudziesięciu postów. Posty są dobierane zazwyczaj według następujących kryteriów: liczby uzyskanych „polubień”, komentarzy, udostępnień czy interakcji z profilem danego użytkownika lub na podstawie fraz wpisywanych w wyszukiwarki internetowe takie jak Google.